# Thomas Bernhart

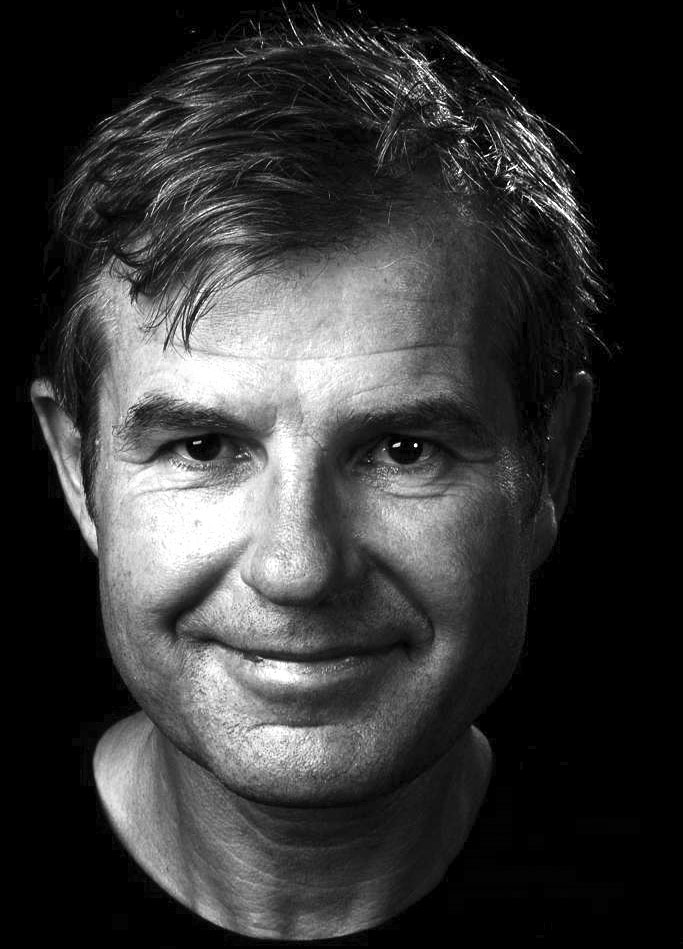
Thomas Bernhart (2018)

Thomas Bernhart (* 23. Mai 1965 in Wien) ist ein österreichischer Facharzt für Zahn-, Mund- und Kieferheilkunde in Wien.
Sein Schwerpunkt liegt im Gebiet der Implantologie. Er war außerdem als Professor an der Universitätszahnklinik der Medizinischen Universität Wien tätig. 

## Werdegang
Nach der Matura am Bundesgymnasium Albertgasse studierte Bernhart an der Medizinischen Fakultät Wien, wo er 1989 promovierte. Seine Ausbildung zum Facharzt für Zahn-, Mund- und Kieferheilkunde schloss Bernhart 1994 an der Universität Wien ab. Im selben Jahr gründete er seine eigene Ordination, in der er bis heute praktiziert.
2001 habilitierte Bernhart zum außerordentlichen Universitätsprofessor – ein Jahr darauf folgte eine Gastprofessur an der UCLA in Kalifornien. Ab 2004 war er für zehn Jahre  an der Medizinischen Universität Wien als stellvertretender Leiter der Abteilung für Orale Chirurgie tätig.
Seit 2016 ist Bernhart designierter Lehrgangsleiter für das Masterstudium Zahnmedizin an der Sigmund Freud Privatuniversität Wien. Er war außerdem Vorstandsmitglied der Österreichischen Gesellschaft für Implantologie (ÖGI).
Bernhart ist verheiratet und hat zwei Kinder.

## Publikationen (Auswahl)
- T. Bernhart, R. Haas, G. Mailath, G. Watzek: A minimally invasive second-stage procedure for single-tooth implants. In: J Prost Dent. 1998, S. 217–219.
- T. Bernhart, A. Vollgruber, A. Gahleitner, O. Dörtbudak, R. Haas: Alternative to the median region of the palate for placement of an orthodontic implant. In: Clin Oral Impl Res. Vol. 11, Nr. 6, 2000, S. 595–601.
- S. Yousesefzade, A. Gahleitner, R. Dorffner, T. Bernhart, F. Kainberger: Dental vertical root Fractures: Value of CT in Detection. In: Radiology. Band 210, Nr. 2, 1999, S. 545–549.
- T. Bernhart, A. Vollgruber, A. Gahleitner, O. Dörtbudak, R. Haas: Alternative to the median region of the palate for placement of an orthodontic implant. In: Clin Oral Impl Res. Vol. 11, Nr. 6, 2000, S. 595–601.
- T. Bernhart, J. Freudenthaler, O. Dörtbudak, H.-P. Bantleon, G. Watzek: Short Epithetic Implants for Orthodontic Anchorage in the Paramedian Region of the Palate – A Clinical Study. In: Clin Oral Impl Res. Vol 12, 2001, S. 6, und Clin Oral Implants Res. 12, Nr. 6, Dez 2001, S. 624–631.
- G. D. Strbac, A. Foltin, A. Gahleitner, H. P. Bantleon, G. Watzek, T. Bernhart: The prevalence of root resorption of maxillary incisors caused by impacted maxillary canines. In: Clin Oral Investig. 17(2), Mar 2013, S. 553–564.